# Matonia
Matonia, rod papratnica iz porodice Matoniaceae, dio reda Gleicheniales. Postoje dvije vrste iz Azije i Nove Gvineje

## Vrste
1. Matonia foxworthyi Copel.
2. Matonia pectinata R.Br.

## Sinonimi
- Prionopteris Wall.